# سوزان سكوت
سوزان سكوت (بالإنجليزية: Susan Scott) هي منافسة ألعاب القوى بريطانية، ولدت في 26 سبتمبر 1977 في Irvine, North Ayrshire ‏ في المملكة المتحدة.

## وصلات خارجية
- سوزان سكوت على موقع الاتحاد الدولي لألعاب القوى (الإنجليزية)
- سوزان سكوت على موقع أوليمبيديا (الإنجليزية)
- سوزان سكوت على موقع اللجنة الأولمبية البريطانية (الإنجليزية)
- سوزان سكوت على موقع دورة ألعاب الكومنولث 2006 (مؤرشف) (الإنجليزية)